# Aurelio Pavesi De Marco
Aurelio Pavesi De Marco (Pedivigliano, 24 novembre 1919 – Cosenza, 11 aprile 1995) è stato un allenatore di calcio e calciatore italiano, di ruolo attaccante.

## Carriera

### Giocatore
Ha iniziato la carriera giocando con Pro Gorizia e il Bari, che nel 1945 lo cede al Lecce. Per la formazione salentina è tra i migliori realizzatori in una singola gara, avendo segnato 5 reti il 16 marzo 1947 in Lecce-Scafatese 8-0, in una gara valevole per il campionato di Serie B e tra i maggiori bomber di sempre, con 50 reti in 51 partite, di cui 22 nel campionato di Serie C 1945-1946 e 28 nel campionato di Serie B 1946-1947.
Dopo aver vinto il campionato di Serie B con il Palermo, ha giocato in Serie A con i rosanero nel campionato 1948/1949. Esordisce nel massimo campionato il 19 settembre 1948 in Fiorentina-Palermo 0-3, realizzando una doppietta alla prima giornata. Fu protagonista nella gara in casa contro il Grande Torino del 6 gennaio 1949, una delle ultime partite giocate dai campioni granata prima della tragedia di Superga, conclusasi 2-2 grazie a due punizioni. In svantaggio per 2-0, i palermitani riuscirono a pareggiare grazie ad una punizione di Boniforti (per fallo di Castigliano) sospinta da lui in rete di petto al 72'. Nello stesso campionato si fece notare anche il 30 gennaio contro l'Inter (quando al 20' pareggiò in rovesciata, su centro di Piccinini, il gol di Armano in una partita che i siciliani avrebbero poi vinto per 2-1 ) ed il 6 febbraio, quando realizzò una doppietta, in Palermo-Triestina 4-0, in 5 minuti, al 27' ed al 32'. Alla fine della stagione, con i suoi dodici gol, fu il capocannoniere della squadra insieme a De Santis. Nel corso del campionato era andato a segno contro le principali squadre italiane: Juventus (il 19 dicembre 1948 in Juventus-Palermo 3-2), Torino (6 gennaio), Milan (il 16 gennaio 1949 in Milan-Palermo 2-1) e Inter (il 30 gennaio).
Ha vinto per due volte consecutivamente la classifica cannonieri in Serie B (girone C): nel 1946-1947 con il Lecce mise a segno 28 gol e nel 1947-1948 con il Palermo 21 reti.
In Serie A ha disputato complessivamente 28 partite (tutte col Palermo) realizzando 12 reti.

### Allenatore
Nel 1953 ha allenato l'Amantea.

## Palmarès

### Giocatore

#### Club

##### Competizioni nazionali
- Serie C: 2

Pro Gorizia: 1941-1942, 1942-1943
- Campionato italiano di Serie B: 1

Palermo: 1947-1948

#### Individuale
- Capocannoniere della Serie B: 1

1947-1948 (23 reti)